# Kanton Aurillac-1
Kanton Aurillac-1 (fr. Canton d'Aurillac-1) je francouzský kanton v departementu Cantal v regionu Auvergne. Tvoří ho pouze část města Aurillac.